# Tana (famiglia)
Tana, nobile famiglia piemontese originaria della Germania (Truchsess-Tanne-Waldburg).
Si trapiantò in Italia con Olrico Tana (Ulrich Höhle), giunto al seguito dell'imperatore Federico Barbarossa nel 1055 e fissò la residenza a Chieri.

## Storia
Nel 1400 Federico Tana sposò una nobile del casato dei Vignola, signori di Santena, portando il feudo nella famiglia Tana, ottenendo l'investitura nel 1449. I discendenti si divisero in due rami:
- Tana di Santena, con capostipite Domenico Tana, ramo estinto nel 1791 con la morte del letterato Agostino Tana;
- Ramo di Nicolino Tana, capostipite, acquistò nel 1571 il castello detto "Santenotto" (passato in seguito alla famiglia Benso[2]) acquisendo il titolo marchionale nel 1600 con i feudi di Entracque, Verolengo, Limone, Lucento e Castelvecchio.[3] Ramo estinto nel 1834 con il marchese Carlo Camillo Tana, senza eredi.

## Personaggi illustri

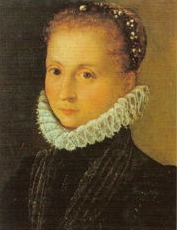
Ritratto di Marta Tana di Santena, XVI secolo.

- Marta Tana (1550-1605), figlia del barone Baldassarre Tana signore di Santena[4] e di Anna Della Rovere[5], cugina del cardinale Girolamo Della Rovere. Sposò Ferrante Gonzaga e fu madre di San Luigi Gonzaga
- Ludovico Felice Tana (?-1694),[6] gentiluomo di camera del duca Vittorio Amedeo II di Savoia, ritiratosi a vita monacale col nome di Fra Palemone, morì in fama di santità[7]
- Maria degli Angeli Fontanella (1661-1717), figlia del conte Giovanni Fontanella di Baldissero e di Maria Tana di Santena; religiosa carmelitana,  proclamata beata da papa Pio IX nel 1865[8]
- Federico Tana (XVII secolo), governatore di Torino[9] e ambasciatore presso papa Innocenzo X
- Filippo Tana (XVIII secolo), generale di artiglieria, governatore di Messina e di Torino
- Arduino Tana (XVIII secolo), maresciallo nell'esercito del duca Vittorio Amedeo II di Savoia e governatore di Carmagnola
- Carlo Giuseppe Tana (1649-1713), ambasciatore in Spagna e Portogallo[10]
- Francesco Tana (?-1781), conte di Santena, viceré di Sardegna[11] nel 1758 e poi comandante della città e della provincia di Torino[12]
- Agostino Tana (1745-1791), figlio di Francesco, letterato

## Possedimenti
- Palazzo Tana, Chieri.[13]

## Arma
Spaccato d'azzurro e d'oro, a 6 stelle, ordinate 3 sul primo in fascia, 3 sul secondo, 2 e 1, dell'uno nell'altro.